# Аутогол
Аутогол је ситуација у којој неки играч постигне гол који се региструје против његове екипе. Ово је обично случајно и може бити резултат неуспелог покушаја одбране да заустави противника.
Термин је такође постао метафора за било коју акцију која нанесе штету оном који је изведе.

## Аутогол у фудбалу
У фудбалу, аутогол је гол који постигне играч који је лопту напуцао или јој било како променио смер, тако да она уђе у гол његове екипе. Играчу који је постигао аутогол приписује се погодак. Ако се лопта одбила од играча након ударца противничког играча и преварила његовог голмана, гол се може приписати двојици играча:
- играчу који је пуцао, ако би лопта и без додира неспретног ишла унутар мреже, чак и ако би је голман лагано одбранио.
- или се постигнут гол карактеризује као аутогол, ако је већ споменути неспретни играч у потпуности променио смер лопте, тако да лопта промени смер у потпуности, те уђе у гол.

Аутогол не може бити постигнут директно из слободног ударца или аута. Ако се то и догоди, судија ће доделити ударац са угла екипи која напада.